# Moyenne de Riesz
En mathématiques, les moyennes de Riesz sont certaines moyennes des termes d'une série. Elles ont été introduites par Marcel Riesz en 1911 comme une amélioration de la moyenne de Cesàro,. Les moyennes de Riesz ne doivent pas être confondues avec celles de Bochner-Riesz (en) ni avec les moyennes fortes de Riesz.

## Définition
La moyenne de Riesz d'une série de terme général {\displaystyle s_{n}} est définie par :
{\displaystyle s^{\delta }(\lambda )=\sum _{n\leq \lambda }\left(1-{\frac {n}{\lambda }}\right)^{\delta }s_{n}}
et sa moyenne de Riesz généralisée est définie par :
{\displaystyle R_{n}={\frac {1}{\lambda _{n}}}\sum _{k=0}^{n}(\lambda _{k}-\lambda _{k-1})^{\delta }s_{k},}
où {\displaystyle (\lambda _{n})~} est une suite arbitraire telle que {\displaystyle \lambda _{n}\to \infty } et {\displaystyle \lambda _{n+1}/\lambda _{n}\to 1} quand {\displaystyle n\to \infty }.
Les moyennes de Riesz sont souvent utilisées pour explorer la sommabilité des séries ; les théorèmes de sommabilité usuels traitent du cas de {\displaystyle S_{n}=\sum _{k=0}^{n}s_{n}}. Typiquement, une série est sommable lorsque la limite {\displaystyle \lim _{n\to \infty }R_{n}} existe, ou la limite {\displaystyle \lim _{\delta \to 1,\lambda \to \infty }s^{\delta }(\lambda )} existe, néanmoins, les théorèmes de sommabilité précis en question imposent souvent des conditions supplémentaires.

## Cas particuliers
Soit {\displaystyle s_{n}=1} quel que soit {\displaystyle n}. Alors
{\displaystyle \sum _{n\leq \lambda }\left(1-{\frac {n}{\lambda }}\right)^{\delta }={\frac {1}{2\pi i}}\int _{c-i\infty }^{c+i\infty }{\frac {\Gamma (1+\delta )\Gamma (s)}{\Gamma (1+\delta +s)}}\zeta (s)\lambda ^{s}~\mathrm {d} s={\frac {\lambda }{1+\delta }}+\sum _{n}b_{n}\lambda ^{-n}.}
Ici, on doit prendre {\displaystyle c>1} ; {\displaystyle \Gamma } est la fonction gamma et {\displaystyle \zeta } est la fonction zêta de Riemann. On peut montrer que la série de puissances {\displaystyle \sum _{n}b_{n}\lambda ^{-n}} converge pour {\displaystyle \lambda >1}. Remarquons que l'intégrale est de la forme d'une transformée de Mellin inverse.
Un autre cas intéressant relié à la théorie des nombres survient en prenant {\displaystyle s_{n}=\Lambda (n)} où {\displaystyle \Lambda (n)} est la fonction de von Mangoldt. Alors 
{\displaystyle \sum _{n\leq \lambda }\left(1-{\frac {n}{\lambda }}\right)^{\delta }\Lambda (n)=-{\frac {1}{2\pi i}}\int _{c-i\infty }^{c+i\infty }{\frac {\Gamma (1+\delta )\Gamma (s)}{\Gamma (1+\delta +s)}}{\frac {\zeta ^{\prime }(s)}{\zeta (s)}}\lambda ^{s}~\mathrm {d} s={\frac {\lambda }{1+\delta }}+\sum _{\rho }{\frac {\Gamma (1+\delta )\Gamma (\rho )}{\Gamma (1+\delta +\rho )}}+\sum _{n}c_{n}\lambda ^{-n}.}
De nouveau, on doit prendre {\displaystyle c>1}. La somme sur {\displaystyle \rho } est la somme sur les zéros de la fonction zêta de Riemann, et {\displaystyle \sum _{n}c_{n}\lambda ^{-n}} converge pour {\displaystyle \lambda >1}.
Les intégrales qui apparaissent ici sont similaires à l'intégrale de Nörlund-Rice ; très grossièrement, elles peuvent être reliées à cette intégrale par la formule de Perron.